# María Alejandra Murillo
María Alejandra Murillo (* 30. Oktober 2004) ist eine kolumbianische Leichtathletin, die im Sprint und Hürdenlauf an den Start geht.

## Sportliche Laufbahn
Erste internationale Wettkämpfe bestritt María Alejandra Murillo im Jahr 2021, als sie bei den U20-Südamerikameisterschaften in Lima in 61,69 s die Goldmedaille im 400-Meter-Hürdenlauf gewann und sich mit der kolumbianischen 4-mal-400-Meter-Staffel in 3:53,43 min die Bronzemedaille sicherte. Anschließend siegte sie bei den U18-Südamerikameisterschaften in Encarnación in 13,66 s im 100-Meter-Hürdenlauf und gewann in 59,55 s die Silbermedaille über 400 m Hürden. Zudem sicherte sie sich in 46,18 s die Silbermedaille in der 4-mal-100-Meter-Staffel. Im Dezember wurde sie bei den erstmals ausgetragenen Panamerikanischen Juniorenspielen in Cali über 400 m Hürden disqualifiziert und gewann in 43,59 s die Goldmedaille in der 4-mal-100-Meter-Staffel. Im Jahr darauf wurde sie bei den U20-Weltmeisterschaften ebendort in der ersten Runde über 100 m Hürden disqualifiziert und gewann in 44,59 s die Bronzemedaille in der 4-mal-100-Meter-Staffel. Ende September belegte sie bei den U23-Südamerikameisterschaften in Cascavel in 11,76 s den vierten Platz im 100-Meter-Lauf, gewann in 44,74 s die Bronzemedaille in der 4-mal-100-Meter-Staffel und kam in der Mixed-Staffel über 4-mal 400 Meter nicht ins Ziel. Daraufhin nahm sie an den Südamerikaspielen in Asunción teil und gewann dort in 14,06 s die Bronzemedaille über 100 m Hürden hinter der Venezolanerin Yoveinny Mota und Micaela de Mello aus Brasilien. Zudem siegte sie in 44,61 s gemeinsam mit Angélica Gamboa, Evelin Rivera und Melany Bolaño in der 4-mal-100-Meter-Staffel. 2023 wurde sie bei den U20-Südamerikameisterschaften im heimischen Bogotá über 100 m Hürden disqualifiziert.

## Persönliche Bestzeiten
- 100 Meter: 11,52 s (+0,9 m/s), 12. August 2022 in Bucaramanga
- 100 m Hürden: 13,81 s (−0,6 m/s), 12. August 2022 in Bucaramanga
- 400 m Hürden: 59,55 s, 26. September 2021 in Encarnación